# برلمان اليابان

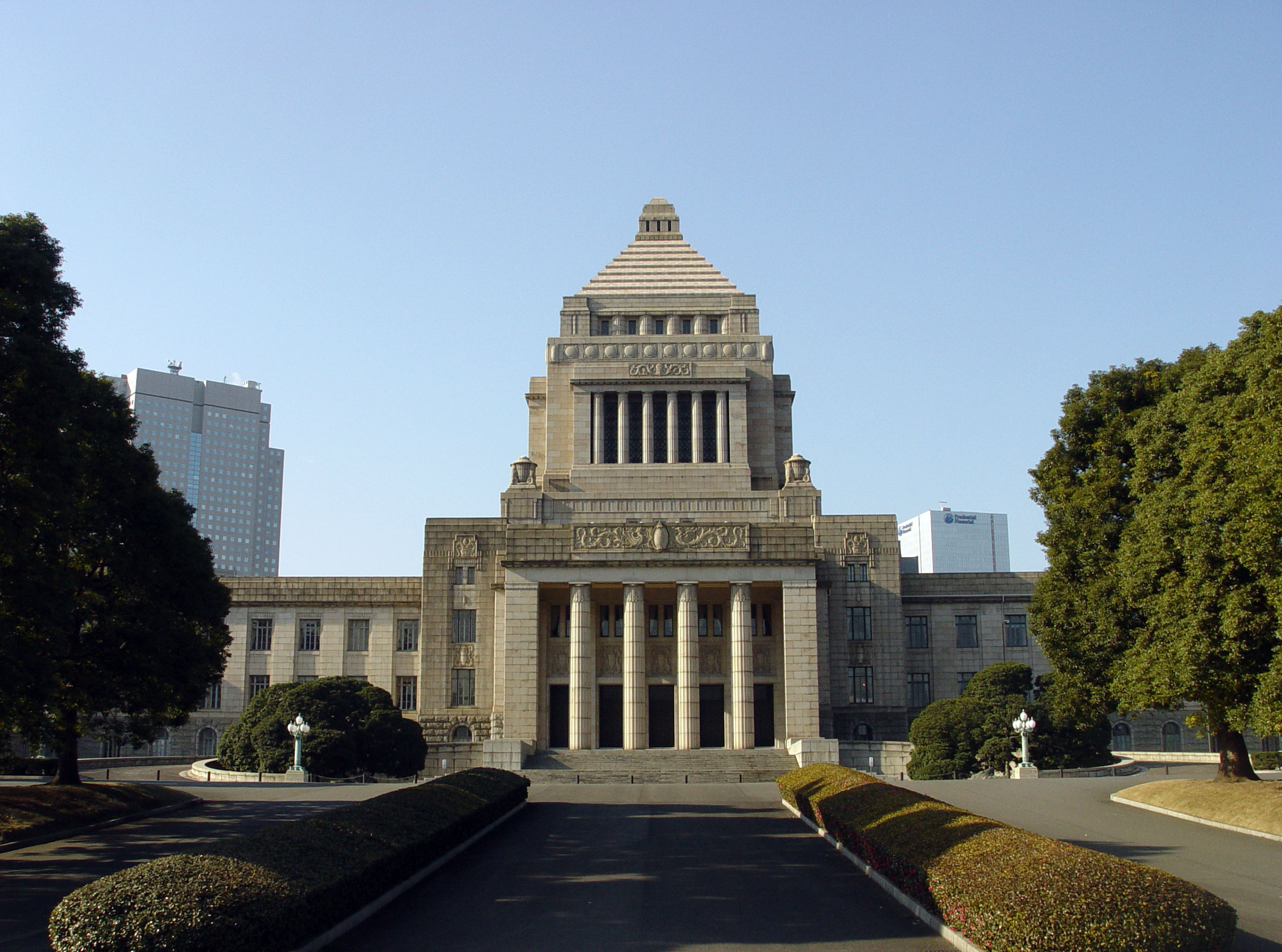
مبنى البرلمان الياباني

برلمان اليابان (باليابانية: 国会 كوكَّاي) هو المؤسسة التشريعية في اليابان. يتكون البرلمان الياباني من مجلس النواب (衆議院 شوغيين) ومجلس الشيوخ أو مجلس المستشارين (参議院 سانغيين)، يتم انتخاب كلا المجلسين بشكل مباشر عن طريق نظام تصويت متوازي.
بالإضافة إلى المصادقة على القوانين فإن البرلمان الياباني مسؤول عن اختيار رئيس الوزراء.
تم تأسيس البرلمان الياباني باسم البرلمان الإمبراطوري عام 1889 كنتيجة لإصلاح ميجي، وتحول البرلمان الياباني إلى شكله الحالي عام 1947 بعد إقرار دستور اليابان لما بعد الحرب، ويعتبر هو أعلى سلطة في الدولة.
يقع مبنى البرلمان الياباني في ناغاتاتشو، تشيودا، طوكيو.
يقوم مجلس النواب بالمصادقة على القوانين والتشريعات وله صلاحيات أكبر من مجلس المستشارين، حيث أنه إن تم الموافقة على قانون في مجلس الشعب ولم يوافق عليه في مجلس المستشارين فمن الممكن لمجلس النواب أن يمرر القانون على الرغم من معارضة المجلس الآخر.

## هيكلية

### مجلس النواب
يتكون مجلس النواب من 480 عضو، ينتخب 300 منهم من دائرة انتخابية واحدة (انتخاب فردي) و180 من 11 دائرة انتخابية بالتمثيل النسبي.

### مجلس المستشارين
يتكون من 242 عضو، ينتخب 146 منهم من 47 محافظة يابانية و 96 عضوًا من لائحة نسبة التمثيل الوطني للأحزاب.

## اقرأ أيضا
- مكتبة البرلمان الياباني الوطنية